# San Carlos de Bolívar
San Carlos de Bolívar è un comune dell'Argentina situato nella provincia di Buenos Aires. La località è il capoluogo amministravo del Partido di Bolívar.